# Giacomo Lercaro

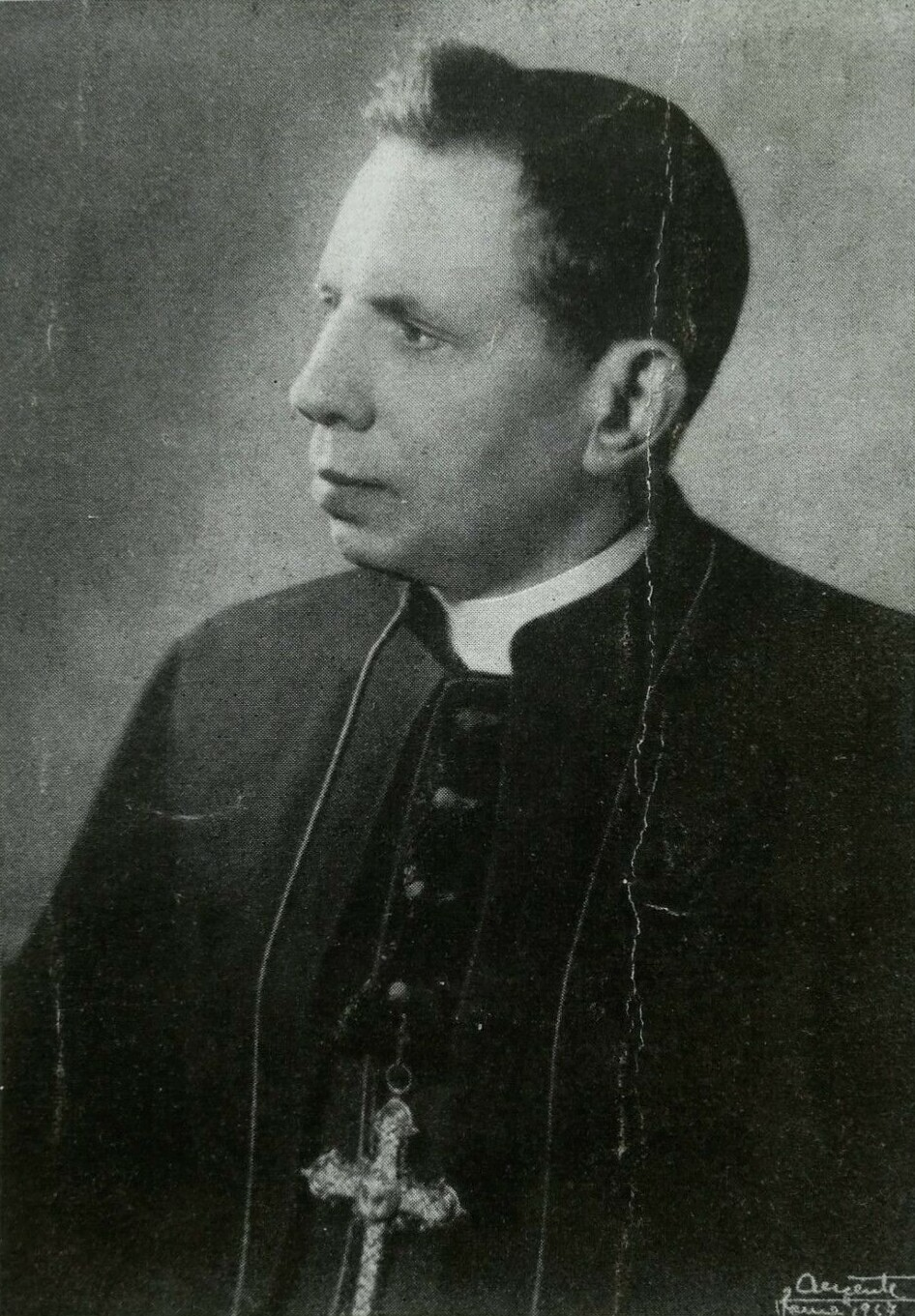
Giacomo Lercaro als Erzbischof von Ravenna (etwa 1937 oder 1947)

Kardinalswappen

Giacomo Kardinal Lercaro (* 28. Oktober 1891 in Quinto al Mare, Provinz Genua, Italien; † 18. Oktober 1976 in Bologna) war Erzbischof von Bologna und Kardinal.

## Leben
Giacomo Lercaro wurde als achtes von neun Kindern in Quinto al Mare bei Genua geboren. Er stammte aus einer Seemannsfamilie (sein Vater war Hafenlotse) und zwei seiner Brüder, Amedeo und Attilio, wurden ebenfalls Geistliche. Von 1902 bis 1914 besuchte Lercaro das Priesterseminar der Erzdiözese Genua. Er empfing am 25. Juli 1914 von Erzbischof Ildefonso Pisani die Priesterweihe. Zwei Monate später begann Lercaro ein Studium am Päpstlichen Bibelinstitut in Rom. Als Italien in den Ersten Weltkrieg eintrat, musste er bis 1917 als Militärkaplan arbeiten. Ein Jahr später, 1918, wurde er Präfekt des Priesterseminars zu Genua, wo sein Bruder Amedeo bereits Regens war. Er hatte diesen Posten bis 1923 inne. In dieser Zeit (1921 bis 1923) war er auch vertretungsweise Professor für Katholische Theologie, ebenso Professor für Patrologie (1923 bis 1927). Im Jahre 1927 wurde er Religionslehrer an einem Gymnasium in Genua. Er nahm in dieser Zeit auch an Studentenbewegungen in der Gegend teil. Er versuchte seit dieser Zeit, die katholische Theologie und die moderne Kultur miteinander zu verbinden.

### Widerstand gegen die Mussolini-Diktatur
Lercaro war frühzeitig antifaschistisch eingestellt. Er unterstützte Italiener, die sich der restriktiven Judenpolitik Mussolinis widersetzten, und organisierte Verstecke für Juden und andere Verfolgte. Während des Zweiten Weltkriegs war er gezwungen, unter dem Alias Pater Lorenzo Gusmini zu arbeiten und in einem verlassenen Kloster zu leben, um nicht von den Kollaborateuren der Nazis getötet zu werden.

### Erzbischof
Seine dezidiert antikommunistische Haltung gilt als Kriterium für die Ernennung Lercaros zum Erzbischof von Ravenna am 31. Januar 1947 durch Papst Pius XII. Die Bischofsweihe empfing er am 19. März 1947 durch den Erzbischof von Genua, Giuseppe Siri; Mitkonsekratoren waren Angelo Rossini, Erzbischof von Amalfi, und Francesco Canessa, Titularbischof von Sarepta. Lercaro war vom 19. April 1952 bis 1968 Erzbischof von Bologna. Beide Großstädte galten in dieser Zeit als Hochburgen der Kommunisten. Obwohl antikommunistisch eingestellt, versuchte Lercaro, mit den führenden Köpfen der Kommunistischen Partei in Bologna in Dialog zu treten. Papst Pius XII. erhob ihn am 12. Januar 1953 zum Kardinal. Er wurde Kardinalpriester mit der Titelkirche Santa Maria in Traspontina. In seiner frühen Zeit als Kardinal verwandelte er seinen Kardinalspalast in ein Waisenhaus. Er galt in dieser Zeit unter anderem dem Osservatore Romano als papabile.
Lercaro nahm am Konklave von 1958 teil, das Papst Johannes XXIII. erwählte, ebenso am Konklave von 1963, bei dem er Stimmen erhielt, im Ergebnis aber Papst Paul VI. gewählt wurde.

### Zweites Vatikanisches Konzil

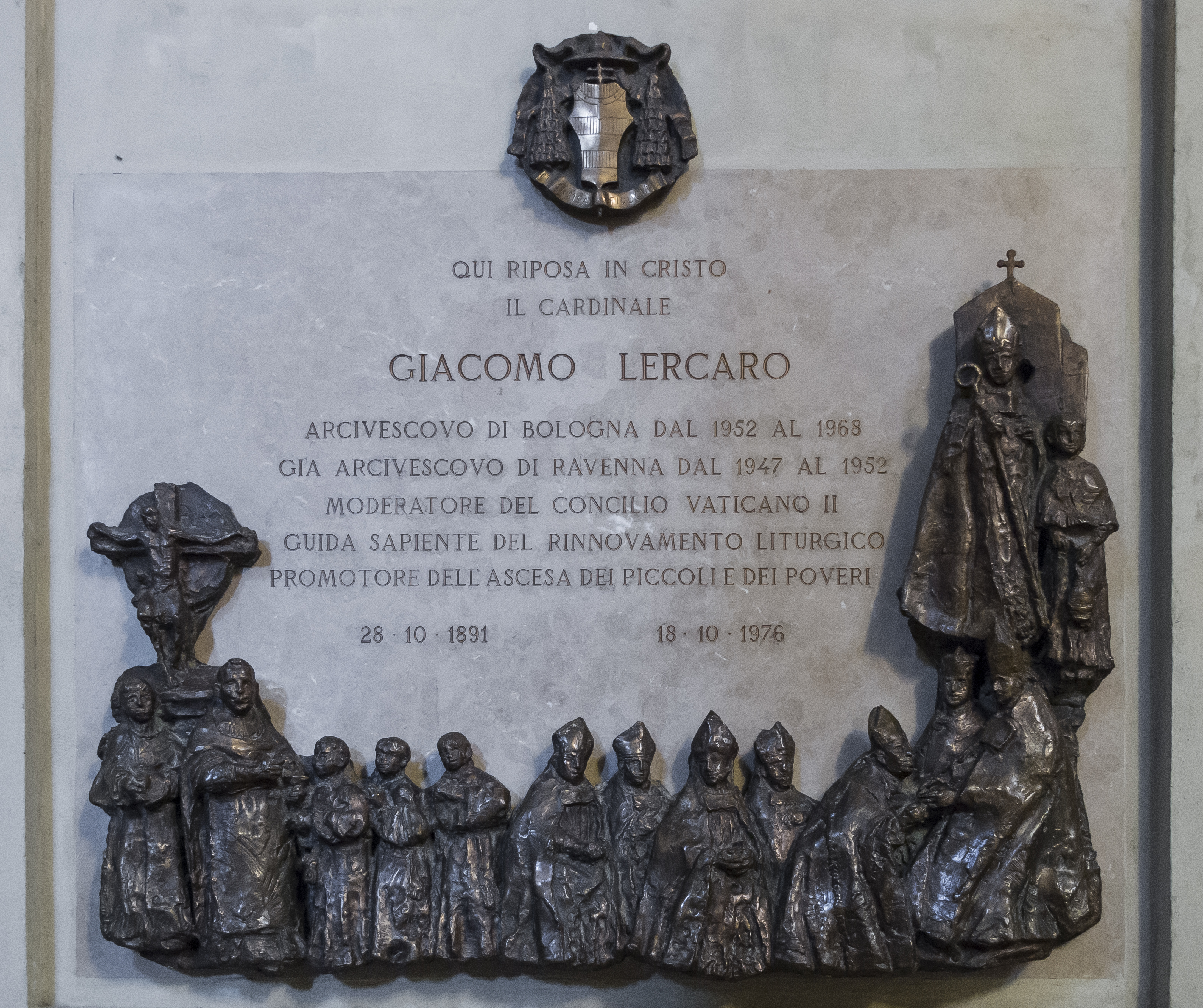
Grabstein von Kardinal Lercaro in der Kathedrale San Pietro (Bologna)

Lercaro war Teilnehmer am Zweiten Vatikanischen Konzil und wurde bald zu einer der das Konzil prägenden Persönlichkeiten. Zusammen mit Grégoire-Pierre Agagianian, Julius Döpfner und Léon-Joseph Suenens war er einer der vier Konzilsmoderatoren. Zudem arbeitete er maßgeblich an der Liturgiereform mit. Er setzte sich vor allem dafür ein, „das Geheimnis Christi in den Armen und die Evangelisierung der Armen ... zur Seele der doktrinalen und gesetzgebenden Arbeit dieses Konzils“ zu machen: „Es darf nicht ein Thema des Konzils unter anderen sein, sondern muß die zentrale Frage werden. Thema dieses Konzils ist die Kirche, insbesondere insofern sie eine Kirche der Armen ist.“ Wieder und wieder erinnerte er an die Aufgabe, zu einer Kirche der Armen zu werden. Sein Anliegen wurde in den 1970er Jahren in Lateinamerika von der Befreiungstheologie aufgenommen. Die Inschrift seiner Grabplatte ehrt Giacomo Lercaro in der letzten Zeile als einen „Promotore dell‘ ascesa dei piccoli e dei poveri“ („Förderer des Aufstiegs der Kleinen und Armen“). Yves Congar widmete Lercaro sein Buch Für eine dienende und arme Kirche (1963).
1967 ernannte Papst Paul VI. den konservativen Bischof von Mantua, Antonio Poma, zu Lercaros Koadjutorerzbischof cum iure successionis. Lercaro sprach sich vor allem bei seiner Neujahrspredigt 1968 deutlich für ein Ende der US-amerikanischen Bombenangriffe auf Vietnam aus. Im Februar 1968 trat er von seinem Amt zurück, was von Papst Paul VI. bestätigt wurde, nachdem ein zuvor (mit Erreichen des 75. Lebensjahres) eingereichtes Rücktrittsgesuch Lercaros vom Papst noch abgelehnt worden war. Paul VI. ernannte ihn zum Päpstlichen Legaten des XXXIX. Internationalen Eucharistischen Kongresses, der im August 1968 in Bogotá stattfand. In den 1970er Jahren war Lercaro einer der ersten Kardinäle, die in Europa die Anstöße der lateinamerikanischen Basisgemeinden aufgriffen.
Zehn Tage vor seinem 85. Geburtstag starb Giacomo Lercaro an einer Herzschwäche. Sein Leichnam wurde in der Kathedrale von Bologna beigesetzt.

## Ehrungen
- 1963: Großkreuz des Verdienstordens der Italienischen Republik

## Schriften (in deutscher Übersetzung)
- Wege zum betrachtenden Gebet. Herder, Freiburg 1959.
- Johannes XXIII. Entwurf eines neuen Bildes. Herder, Freiburg 1967.